# Skupinový portrét

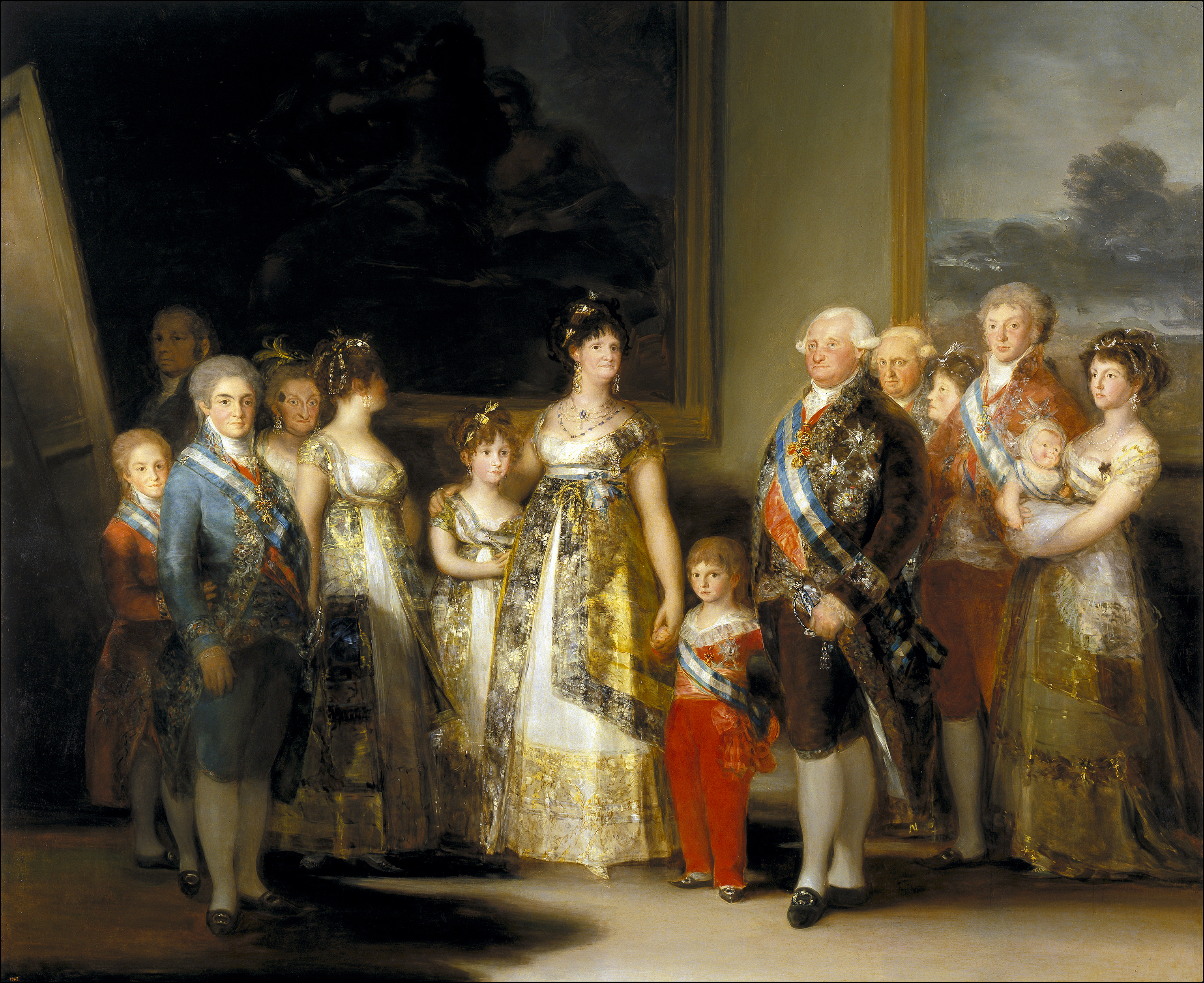
Francisco Goya: Rodina Karla IV., olej na plátně 280 x 336 cm, Museo del Prado, Madrid

Skupinový portrét je označení pro portrét několika lidí ať už v malbě nebo ve fotografii. Žánr byl populární v různých obdobích umění, především však v renesanci a baroku, ale také v moderním umění.

## Malba
Specifický žánr skupinového portrétu byl v Nizozemsku během 16. a 17. století.
Známé skupinové obrazy jsou:
- Noční hlídka, Rembrandt van Rijn
- Las Meninas, Diego Velázquez
- Rodina Karla IV., Francisco Goya
- Skupina Bremmer, Charley Toorop

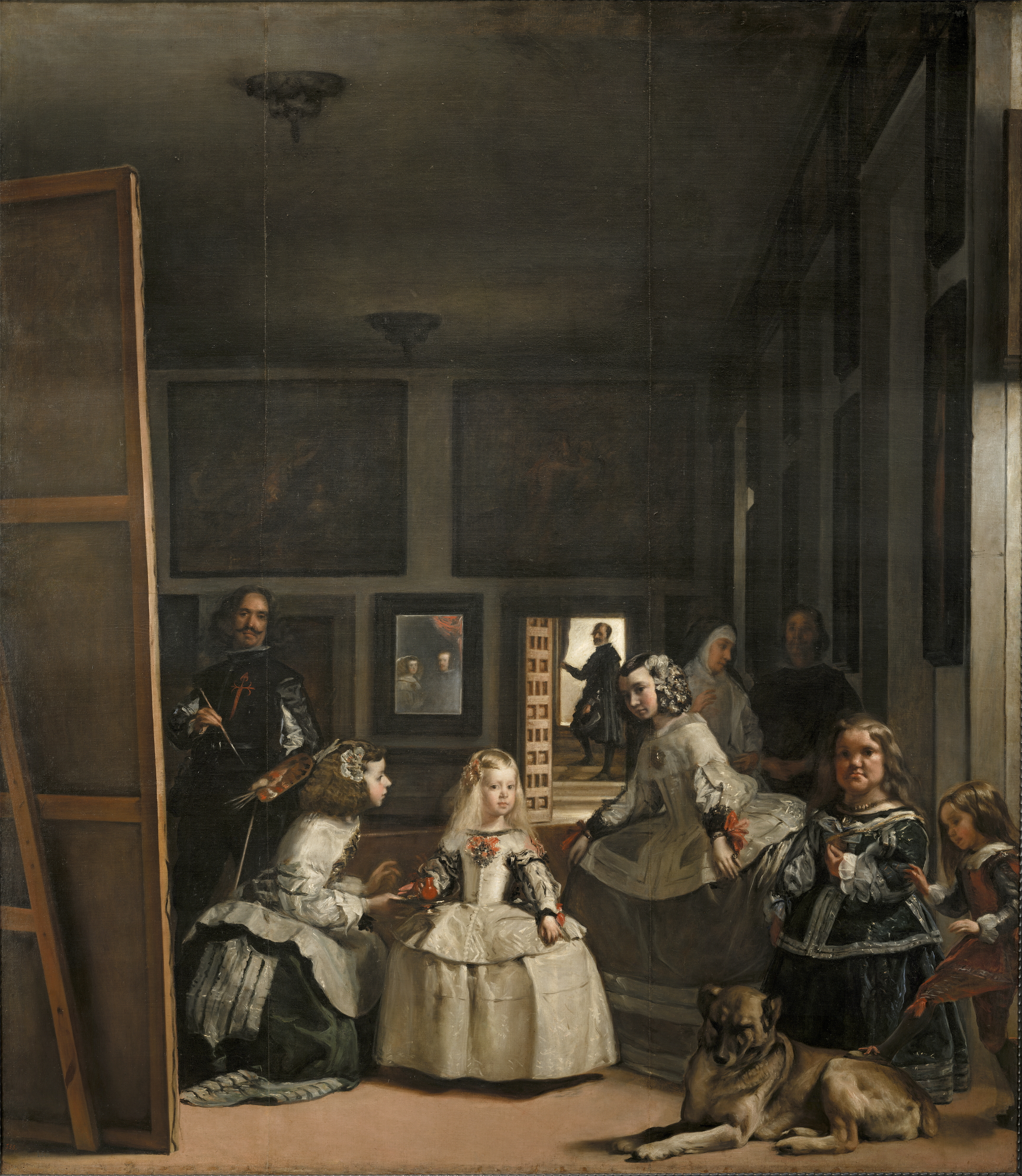
Diego Velázquez: Dvorní dámy, 1656, 318 × 276 cm, olej na plátně, Museo del Prado, Madrid
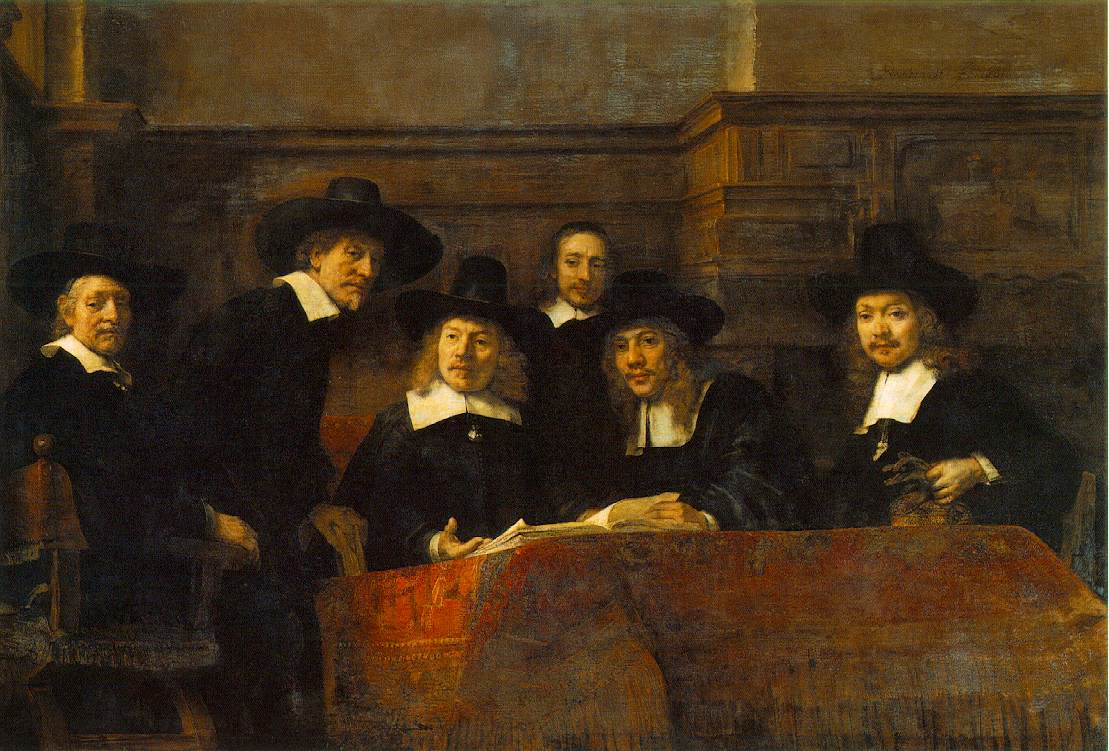
Rembrandt: Los síndicos de los pañeros, 1662
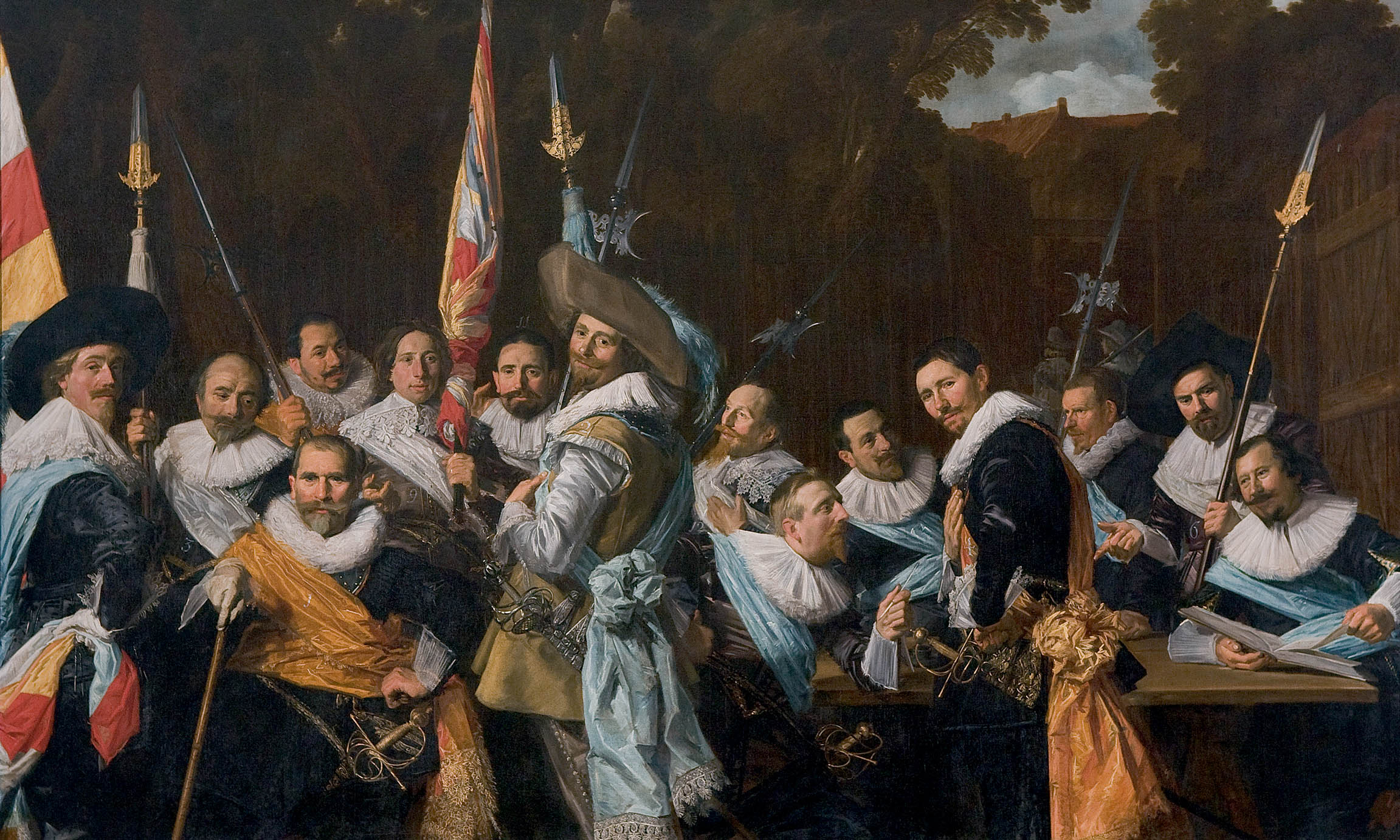
Frans Hals: ?, 1633
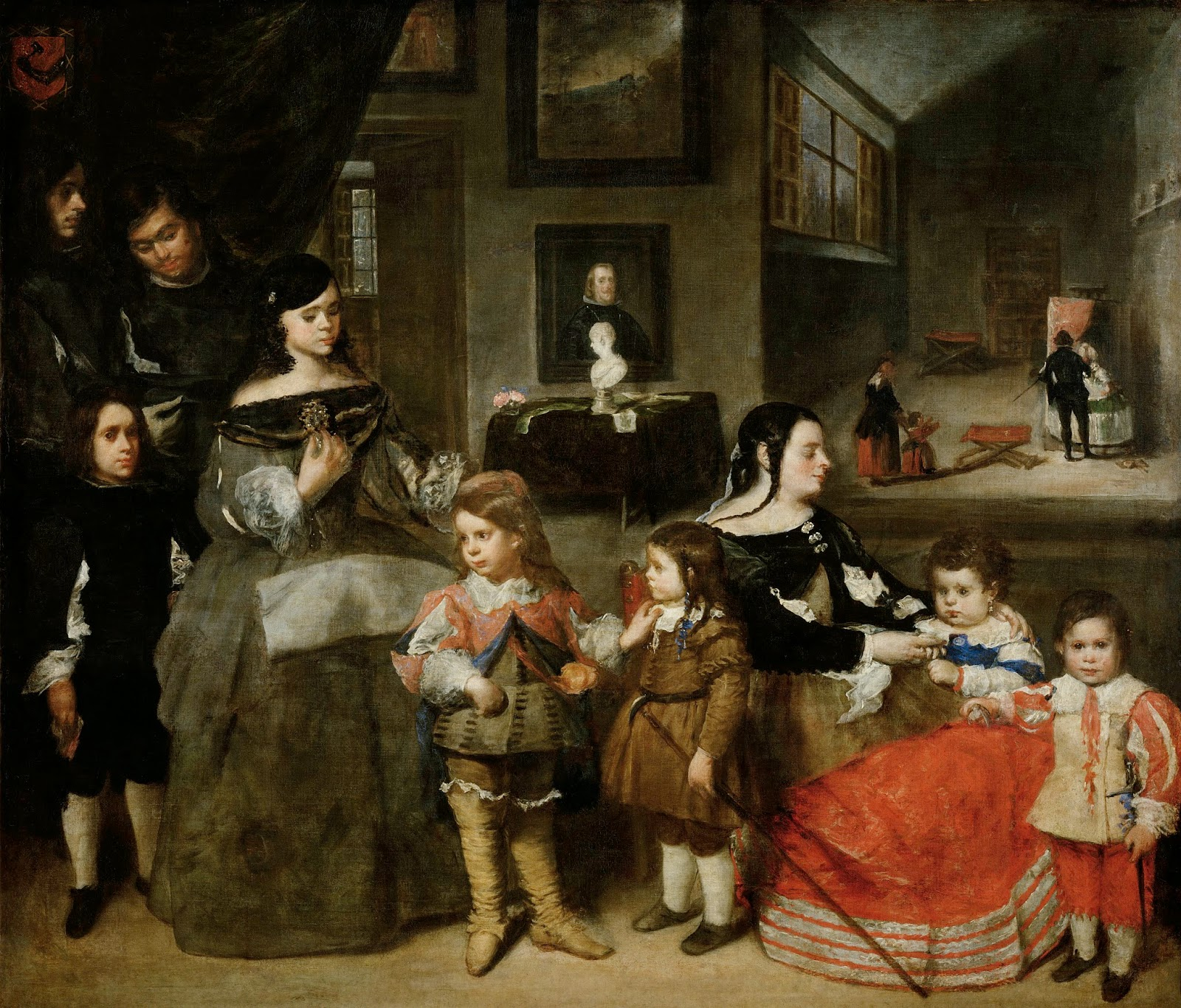
Juan Bautista Martínez del Mazo, La familia del pintor, 1665, Vídeň, Kunsthistorisches Museum

## Fotografie

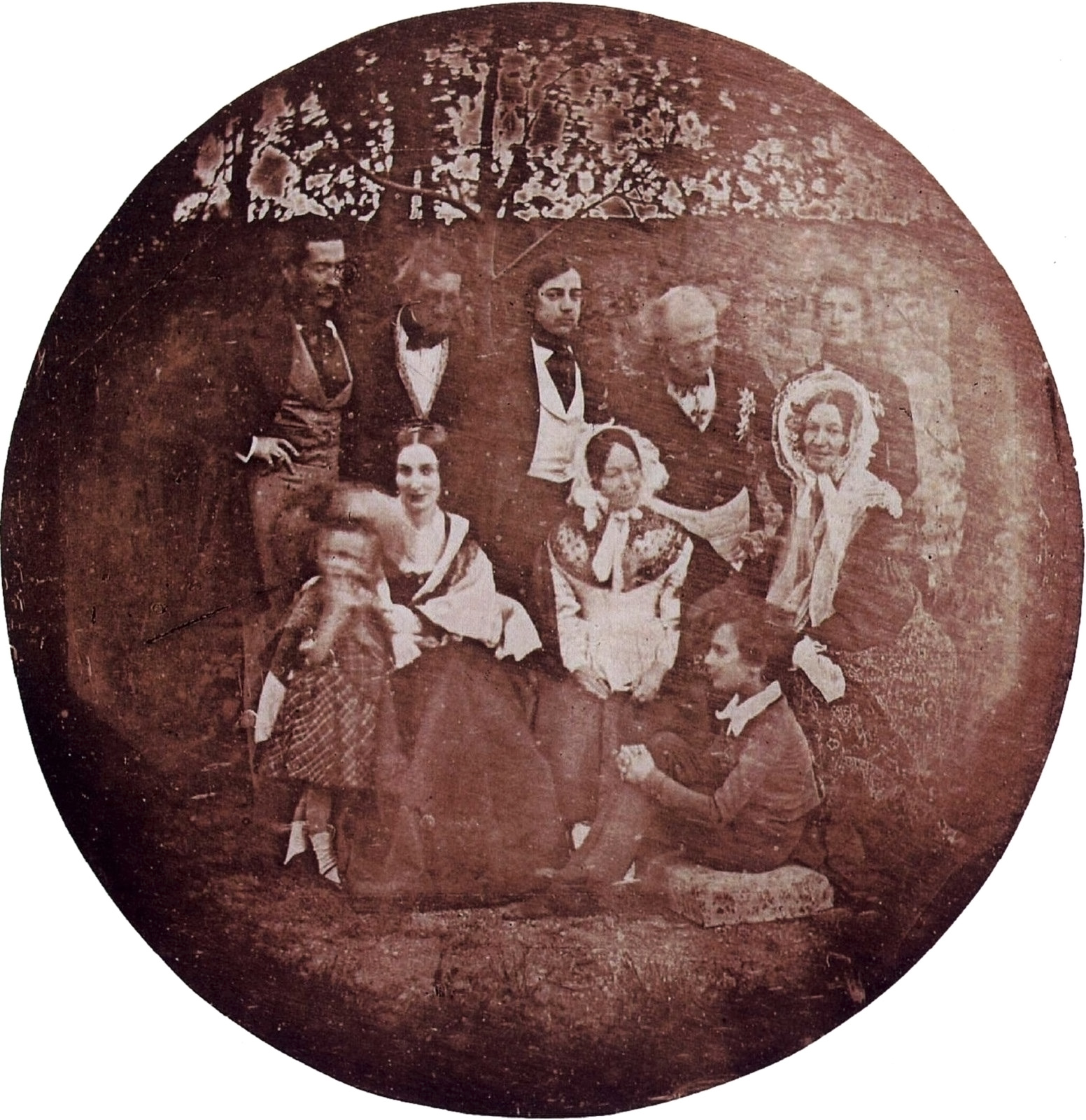
Nejstarší dochovaná portrétní fotografie na českém území

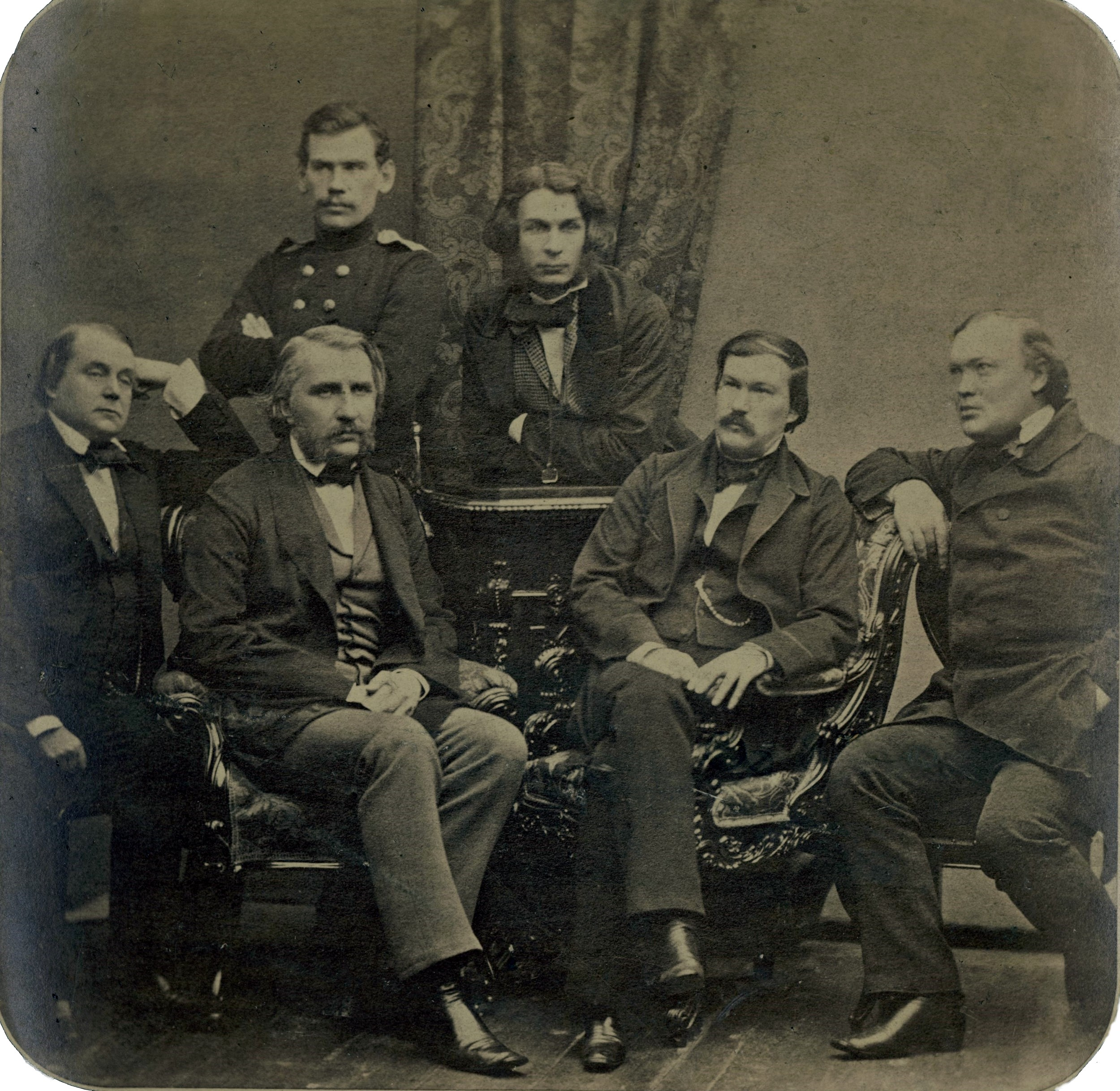
Sergej Lvovič Levickij: Skupinový portrét ruských spisovatelů časopisu Современник (Současník) I. Gončarov I. Turgeněv, L. N. Tolstoj, Dmitrij Grigorovič, Alexandr Vasiljevič Družinin a Alexandr Ostrovskij

Skupinová fotografie se řadí většinou mezi inscenované fotografie se strategickou kompozicí a důrazem na motiv a rozvržení prvků v obraze - před expozicí nebo v průběhu expozice. Nachází široké platnění v různých žánrech a oblastech lidského konání - při slavnostních událostech jako jsou svatby, rodinná setkání, dokumentace významných událostí a podobně. Lidé na snímku vyjadřují příslušnost k určité rodinné, společenské, profesní, organizační, sportovní nebo jiné skupině.
| „                                          | Děti a méně vyrostlí ať postaví se do řady první, nemluvňátka a malé dítky berou se na klín rodičův. | “ |
| — Antonín Markl, fotograf a lučebník, 1863 | |   |

### Historie
Dne 18. května 1843 v Edinburghu podepsala prohlášení o nezávislosti Nonkonformistická skotská církev. David Octavius Hill chtěl namalovat skupinový portrét všech 474 duchovních, kteří se do prohlášení podepsali. Začal spolupracovat s fotografem Robertem Adamsonem, který založil první profesionální kalotypické portrétní studio. Obraz měl být založen na fotografiích jednotlivců. Jejich portréty se vyznačují zachovaným dojmem přirozenosti, Hill s Adamsonem úkol dokončili na konci roku 1843. Akvarelista John Harden přirovnává tento obraz k dílům Rembrandta.
Roku 1854 začal Oscar Gustave Rejlander experimentovat se skládáním obrazů z více negativů. První fotomontáž ze 3 snímků vystavoval v prosinci 1855. V roce 1857 vystavil Rejlander na výstavě soudobého umění v Manchesteru alegorickou fotomontáž Dva způsoby života. Snímek o panoramatických rozměrech 40×80 cm se skládal ze 30 záběrů, na kterých 25 modelů znázorňuje na jedné polovině ctnosti a na druhé zábavu a neřesti. Fotografie sice vyvolala u publika pohoršení i nadšení, ale uznání se autorovi dostalo od královny Viktorie, která snímek zakoupila pro prince Alberta. K průkopníkům a teoretikům piktorialismu – výtvarné fotografie patřil Henry Peach Robinson. Jeho první kompozice „Odcházení“ z roku 1858, která zobrazuje umírající dívku obklopenou příbuznými, byla populární a zároveň módně morbidní. Jedná se o montáž 5 snímků, kterou se autor snažil co nejvíce přiblížit malířskému obrazu. Realisticky působící scéna, umocněná fotografickou technikou, byla velmi dojímavá v souladu s autorovým záměrem. U diváků, kteří v ní nepoznali fikci, vyvolávala pohoršení.
Jako památka pro blízké příbuzné zemřelé osoby se pořizovaly posmrtné fotografie. Bylo obvyklé, že na společné fotografii byly velmi malé děti s dalšími členy rodiny, nejčastěji se svou matkou. Mrtví dospělí byli často posazeni na židli, nebo byli zafixováni pomocí speciálně konstruovaných opor.
Jednu z prvních barevných skupinových fotografií pořídil William Gullick a byly na ní Mary, Zoe, Marjory a Chloe Gullickovy. Jednalo se o jednu z prvních barevných autochromových fotografií a barvy jejich šatů odpovídají základním barvám autochromu, asi 1909.
- Arthur Mole (1889–1983) byl americký fotograf, který skládal tisíce lidí do obrazců. Proslavil se řadou „živých fotografií“ pořízených během první světové války, ve kterých byly uspořádány desítky tisíc vojáků, záložníků a dalších členů armády, aby vytvořily masivní kompozice. Přestože by tyto masy lidí při pohledu ze země nebo přímo nad nimi vypadaly bezvýznamné, při pohledu z vrcholu 80 metrů vysoké rozhledny se zjevně zdálo, že se jedná o různé vlastenecké tvary (anamorfóza). Klíčem bylo fotografovat lidi z jednoho místa, kde se linie perspektivy rozdělily na srozumitelné obrazy. Jeho partnerem v tomto úsilí byl John D. Thomas.[2]

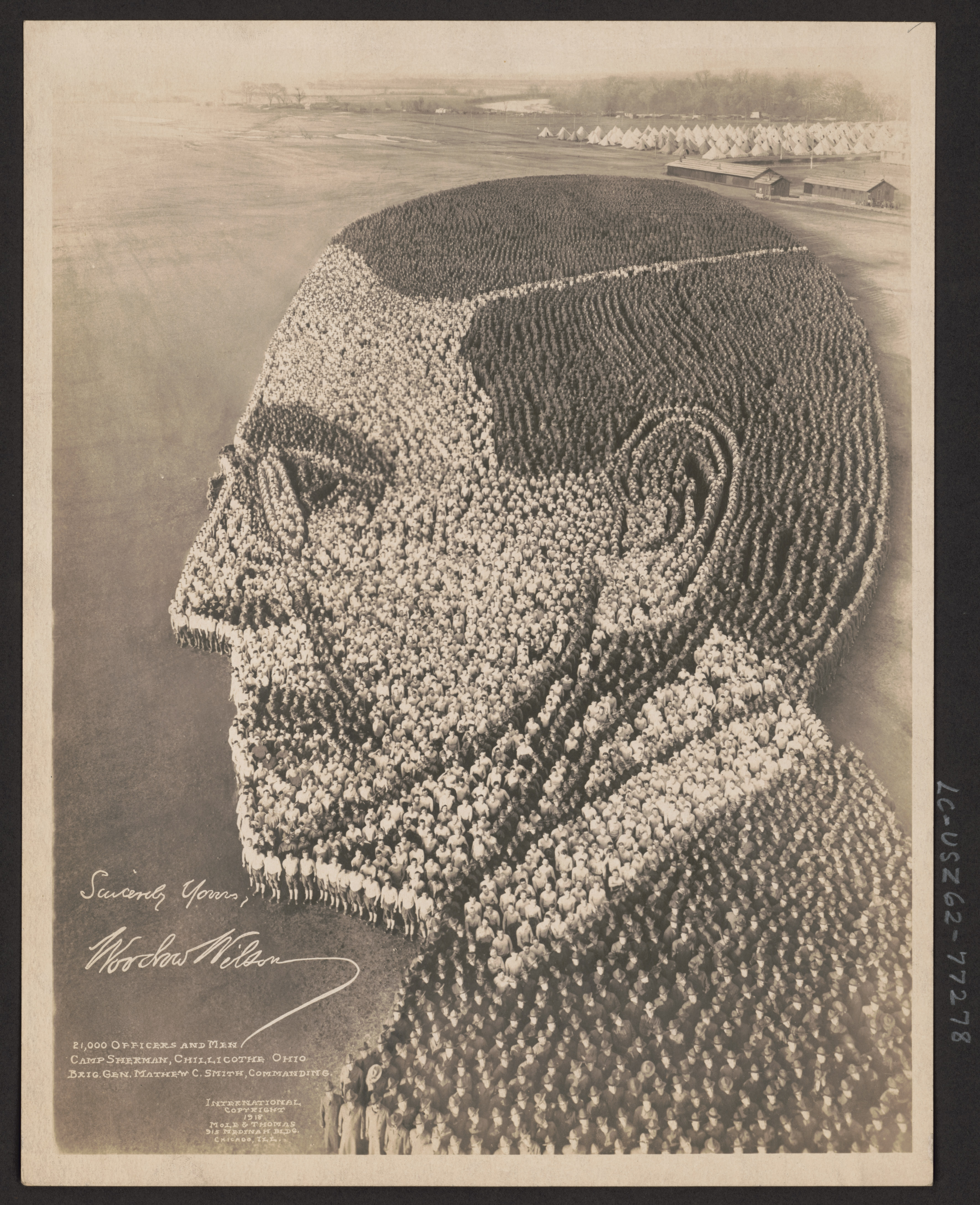
Arthur Mole: "Woodrow Wilson", 21 000 lidí
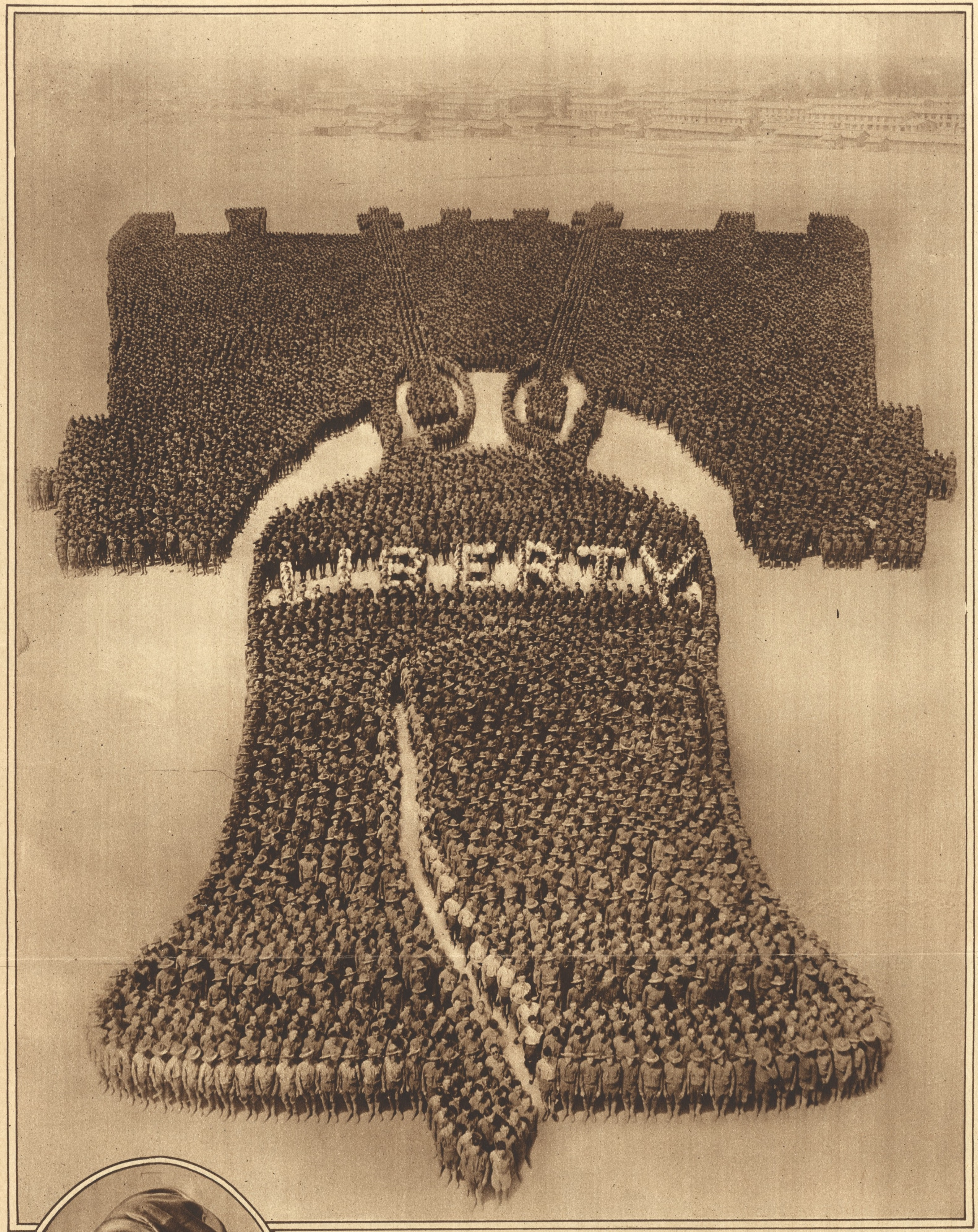
Arthur Mole: "The Human Liberty Bell", 25 000 lidí
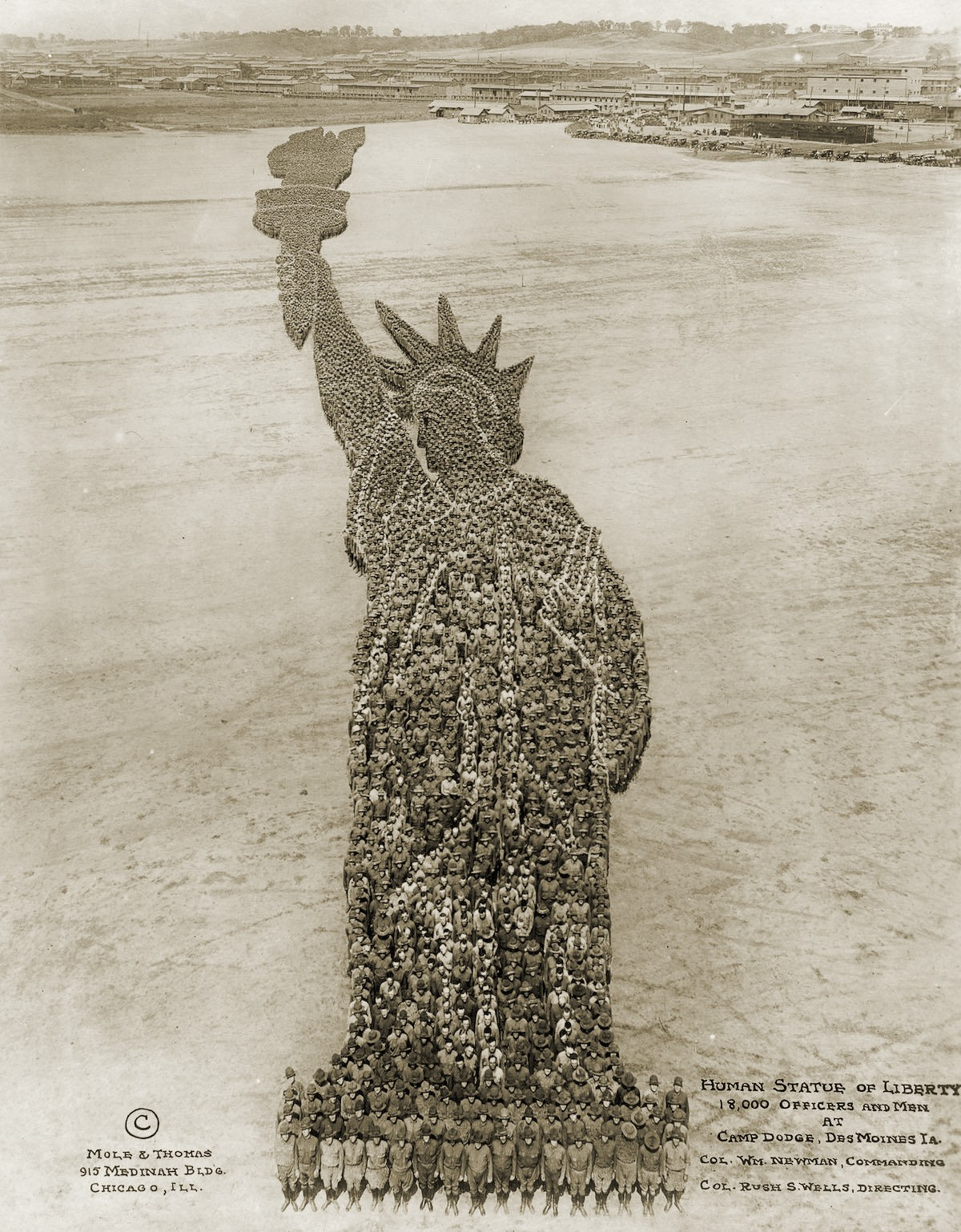
Arthur Mole: "Lidská socha svobody", 18 000 lidí

- Henning von Berg (* 1961, Německo) - jeho specialitou jsou charakteristické skupinové portréty naháčů a výtvarné akty.

- Ouka Leele (*1957, Madrid, Španělsko) - Pro charitativní účely vznikla fotografie nazvaná Spirála solidarity. Z padesátimetrového jeřábu nasnímala obří spirálu, kterou svými těly vytvořily kolumbijské děti žijící na ulici. Fotografka je oblékla do červených a bílých pláštěnek a seskupila je do tvaru šnečí ulity.[3]

#### České země
Nejstarší dochovanou portrétní fotografií a zároveň skupinovým fotografickým portrétem na českém území, je daguerrotypie rodiny nejvyššího purkrabího Českého království hraběte Karla Chotka s doprovodem z roku 1839. Rodina se nechala vyfotografovat v Mnichově při své cestě po Evropě na konci října a začátku listopadu. Může se jednat také o jednu z nejstarších portrétních fotografií na světě, jelikož podrobnosti o daguerrotypii byly zveřejněny teprve v srpnu téhož roku.

### Fotomanipulace

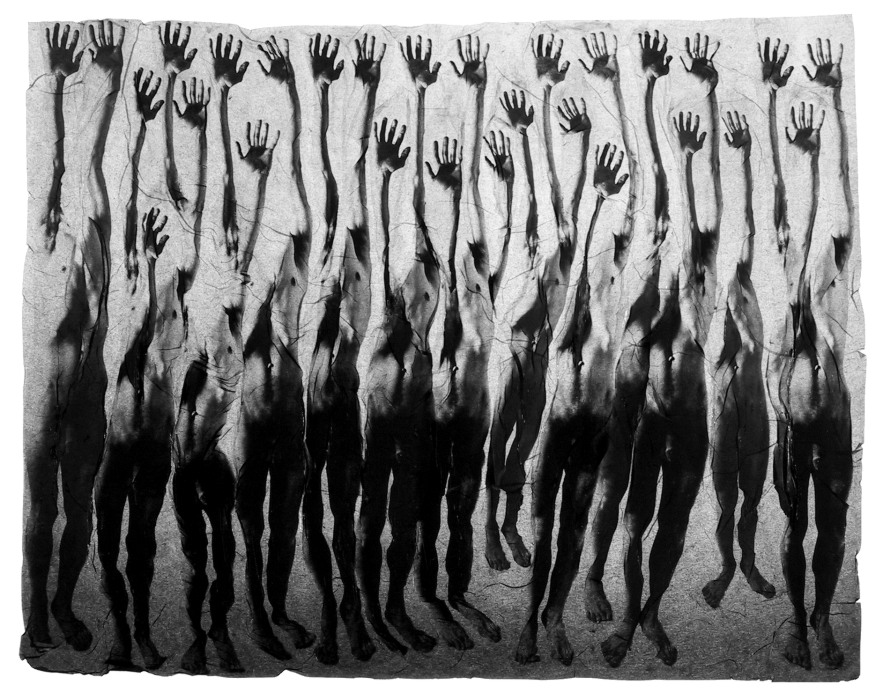
Michal Macků: Geláž č. 8, 1990

Michal Macků je současný český fotograf známý svojí fotografickou technikou geláží, kterou aplikuje na „portréty těla“. Pracuje často s historickými velkoformátovými negativními fotografickými procesy, od roku 2000 také s uhlotiskem. Od roku 2005 se jeho fotografické práce rozšířily o třetí rozměr výrobou skleněných fotografických objektů, kterým říká skleněné geláže. V tomto posledním pracovním období kombinuje všechny své předchozí technické a experimentální zkušenosti a snaží se najít nové způsoby umění fotografie.
Stanisław Ignacy Witkiewicz byl polský představitel evropské meziválečné avantgardy a jednoduchého triku s optickým odrazem využil pro snímek Mnohonásobný autoportrét v zrcadlech, Petrohrad, 1915-1917.

### Kompozice
- Pokud je při reportážní fotografii přítomno více osob, Ondřej Neff doporučuje své pravidlo tří, které říká, že pokud jsou na snímku více než tři osoby, začíná působit chaoticky a nepřehledně. Když se nezkušený fotograf ocitne uprostřed událostí, bezmyšlenkovitě „fotografuje všechno“, aby „tam všichni byli“. Výsledkem jsou chaotické snímky bez hlavního objektu, který snímku dominuje. Je dobré pozorovat dění okolo sebe a snažit se zachytit jednotlivé drobné události.[4]

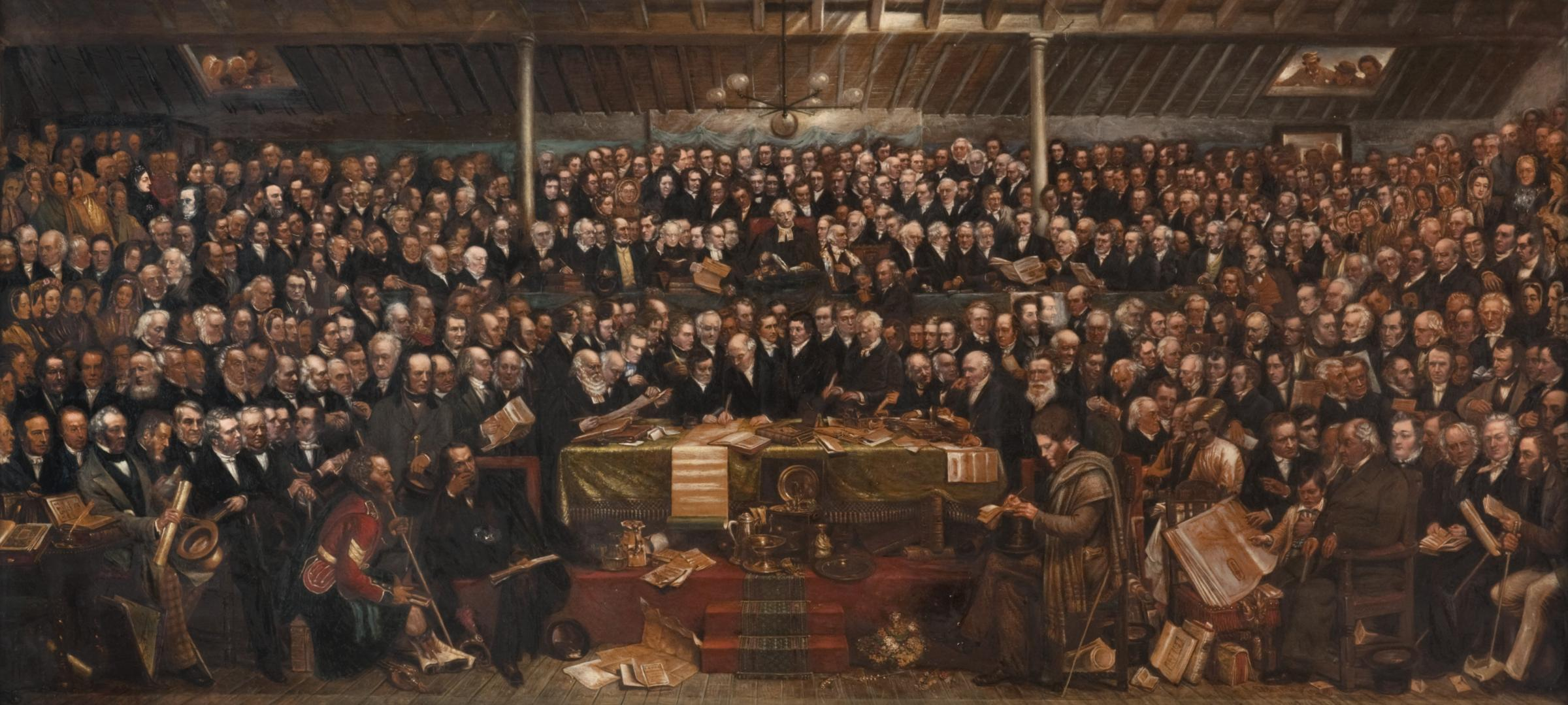
David Octavius Hill namaloval skupinový portrét 474 duchovních podle snímků fotografa Roberta Adamsona, 1843
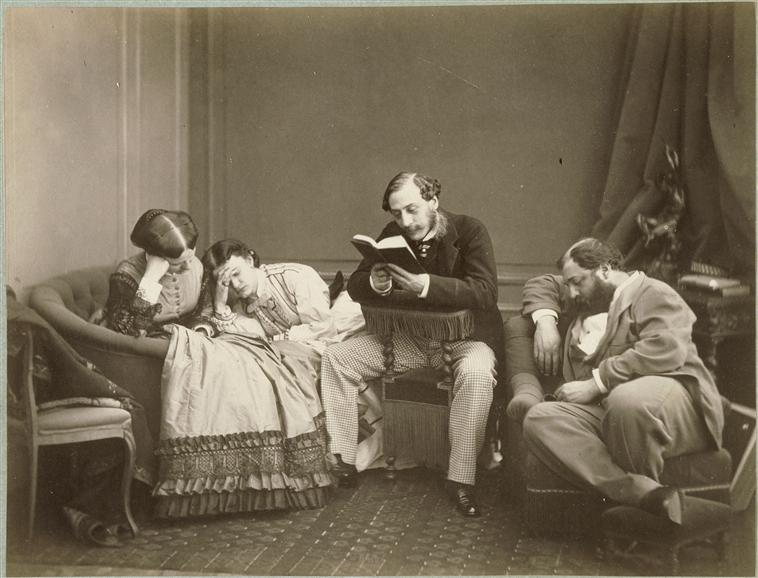
Olympe Aguado: Čtení, albuminový tisk ze skleněného kolodiového negativu, mezi 1862 a 1864, sbírka Musée d'Orsay
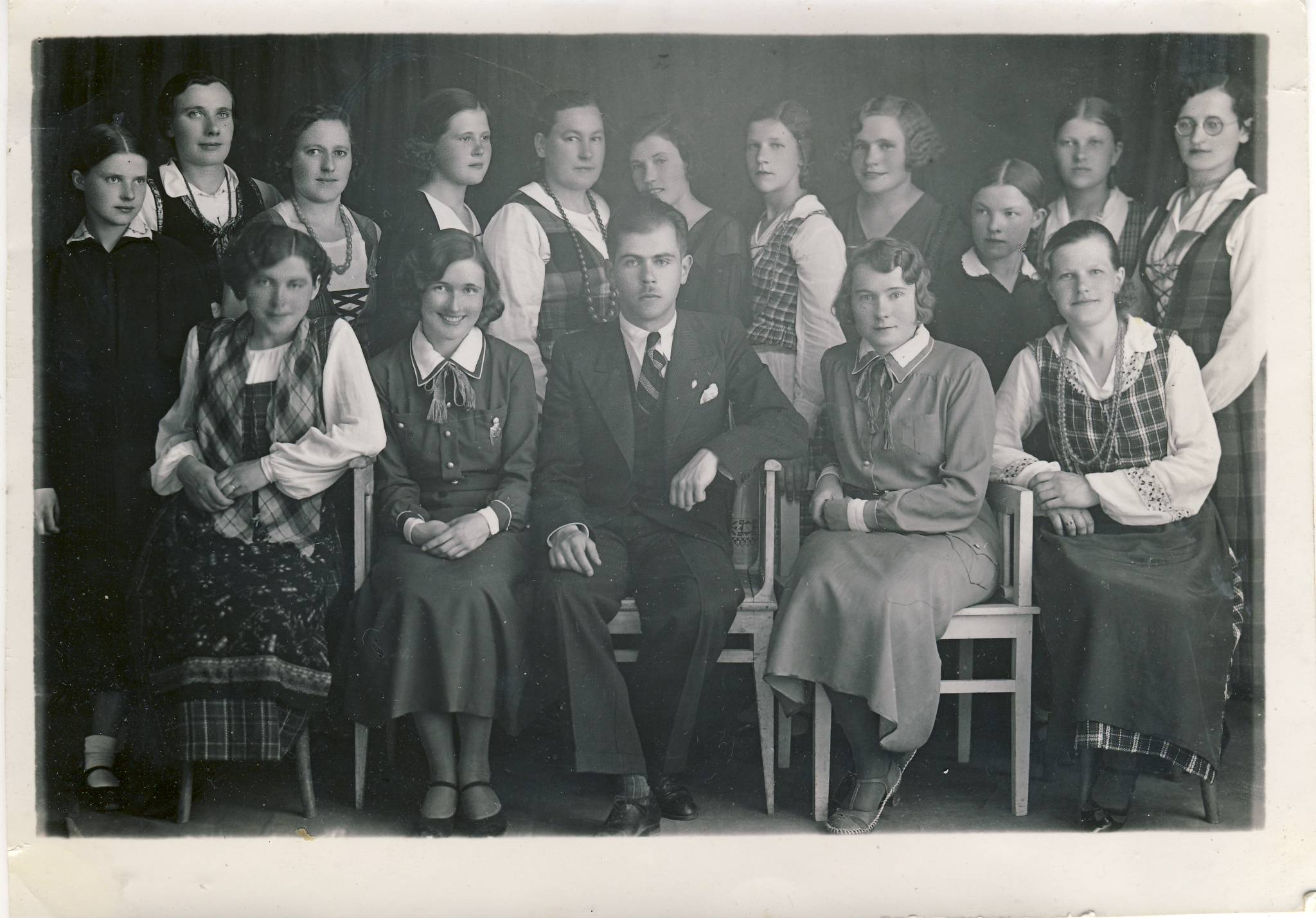
Skupinová fotografie ženského sboru s manažerem, Žagarė, Litva, 1934
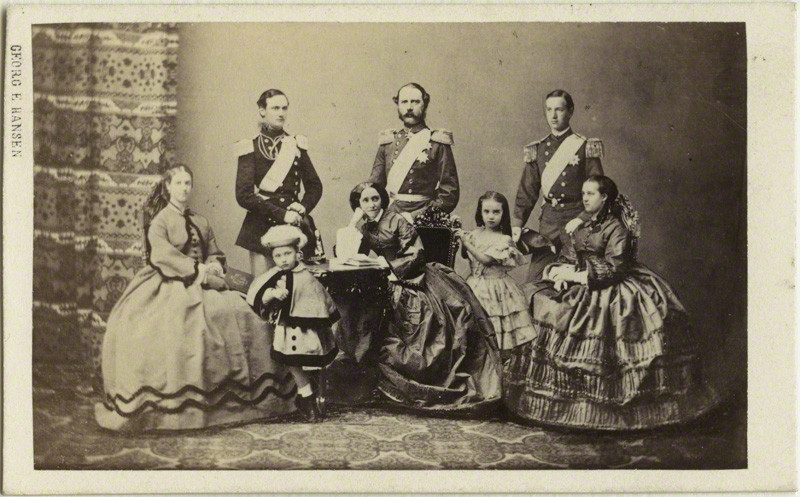
Georg Emil Hansen: Kristián IX. s rodinou, albuminová carte de visite, fotomontáž, 1862, 54 mm x 85 mm
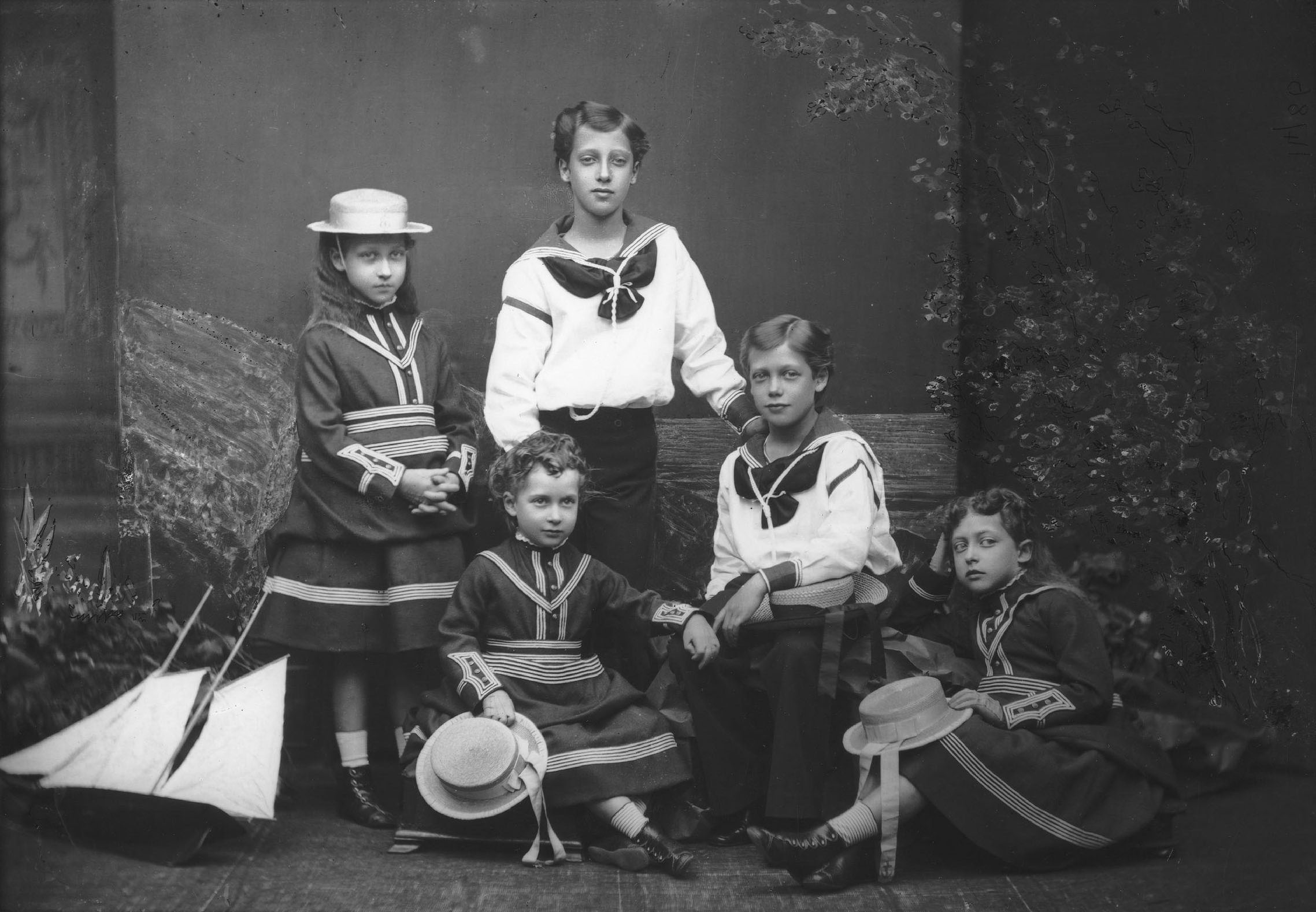
Alexander Bassano: Děti z královské rodiny
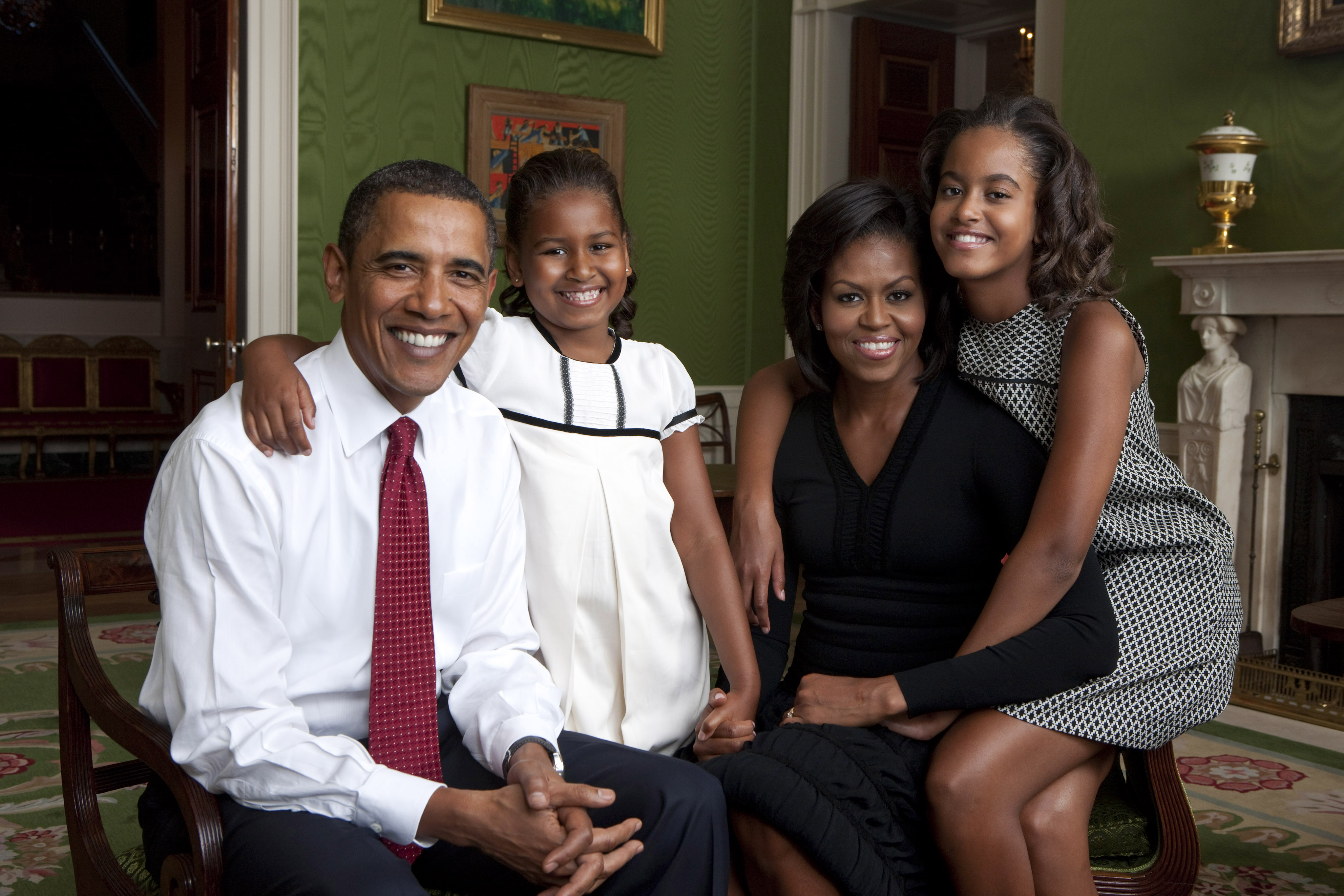
Annie Leibovitz: První rodina USA, oficiální snímek pro Bílý dům
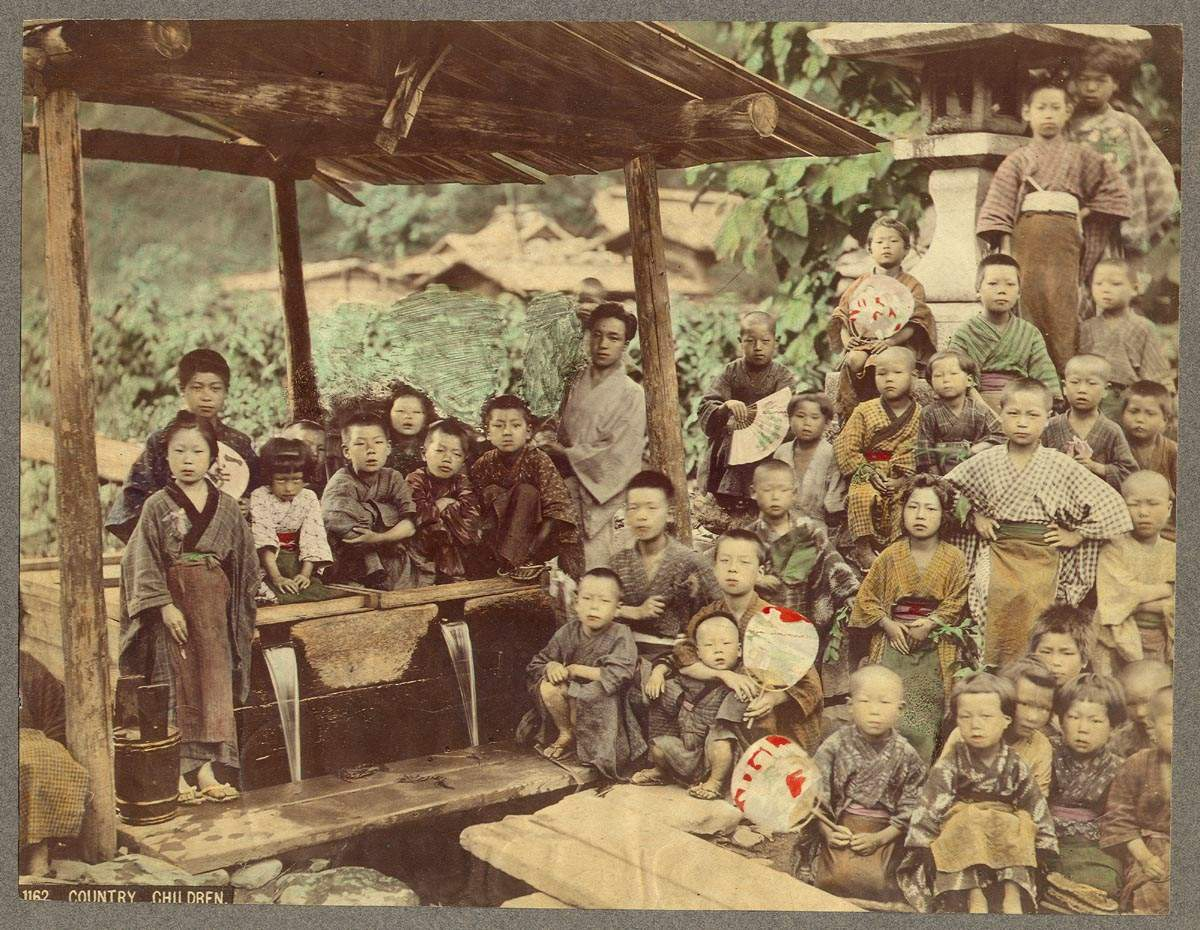
Kusakabe Kimbei: Děti na vesnici
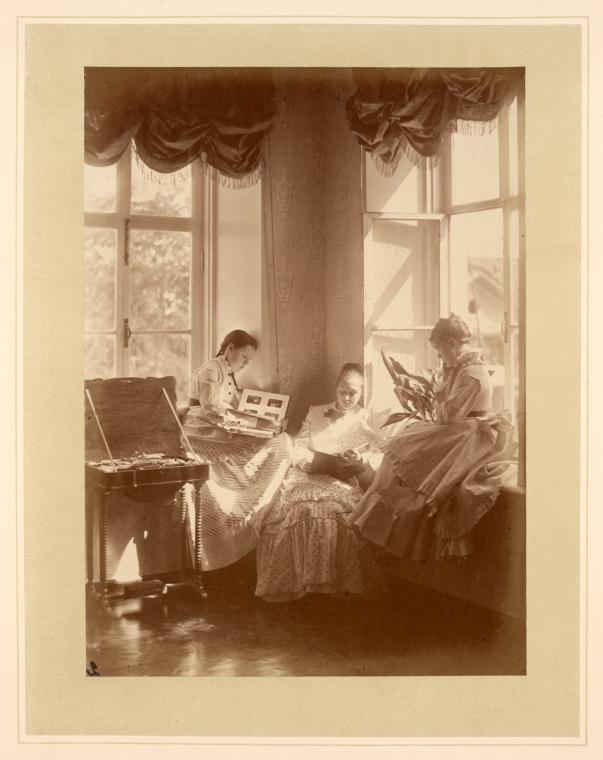
Andrej Osipovič Karelin: Tři dívky s fotografickými alby
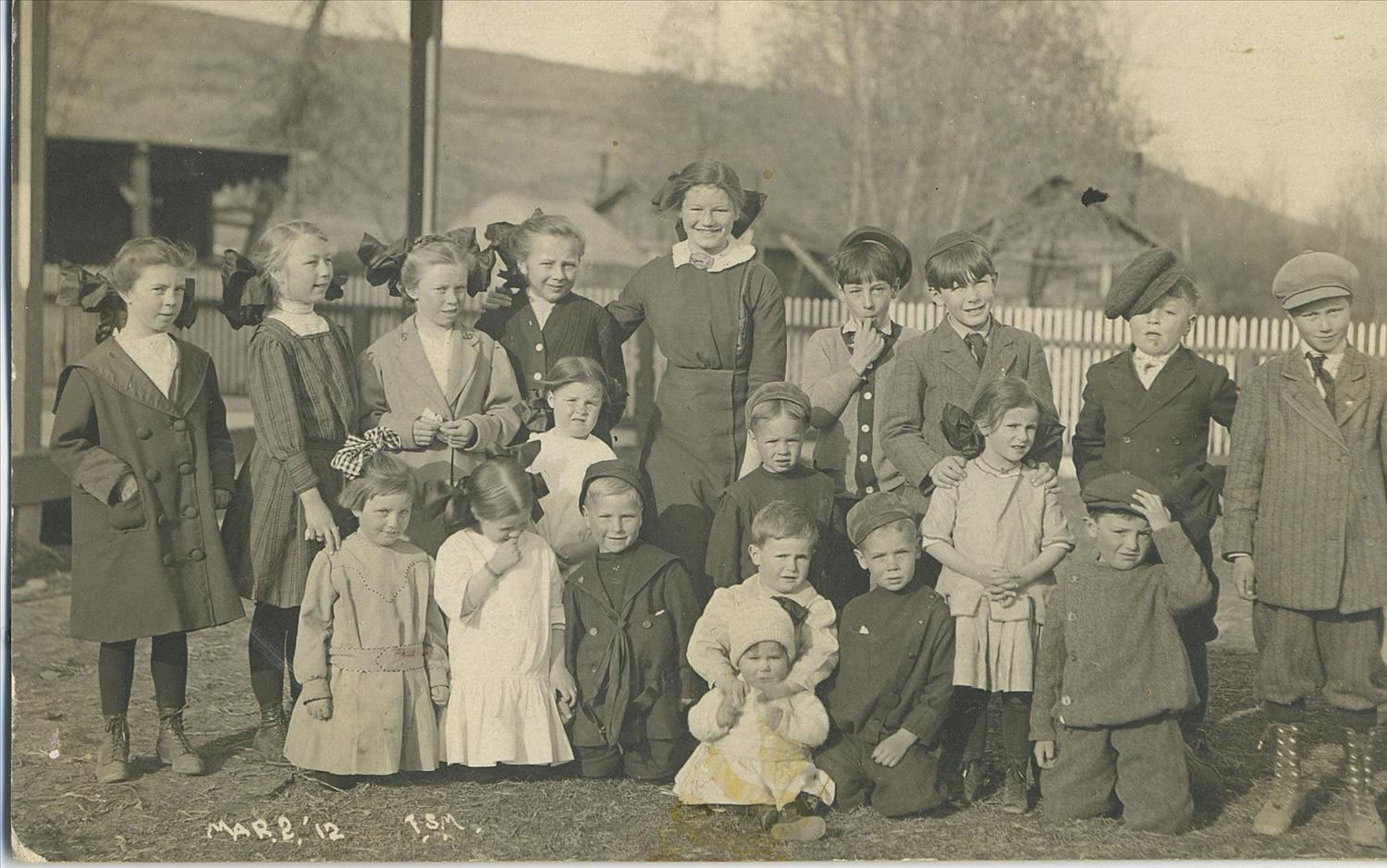
Frank S. Matsura: Páté narozeniny Ardes Nelsonové (2. zprava v přední řadě), její bratr Tyler je čtvrtý zprava v přední řadě a drží své sestry Brownie. Ardes Nelson byl nejstarším vnukem Jesse Dillabougha, Matsurova bývalého zaměstnavatele, Okanogan, 2. března 1912
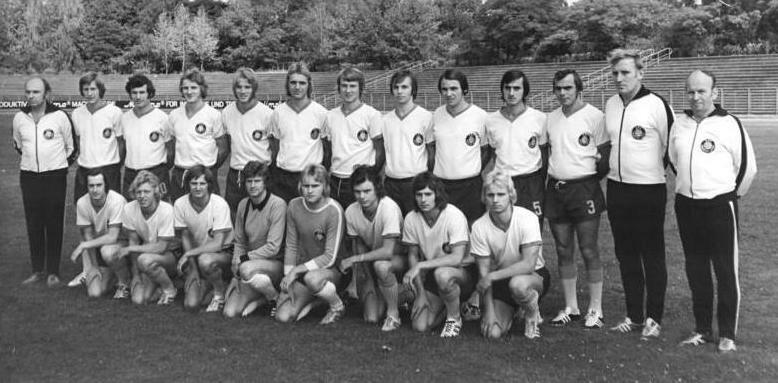
Aranžovaná skupinová sportovní fotografie fotbalového mužstva 1. FC Lok Leipzig z roku 1976, stejný postoj všech hráčů se založenýma rukama za zády a uniformované pózy sedících vpředu. Fotograf nestál v ose fotografované skupiny, což má za následek zkreslení velikosti hráčů a mírně šikmou kompozici.
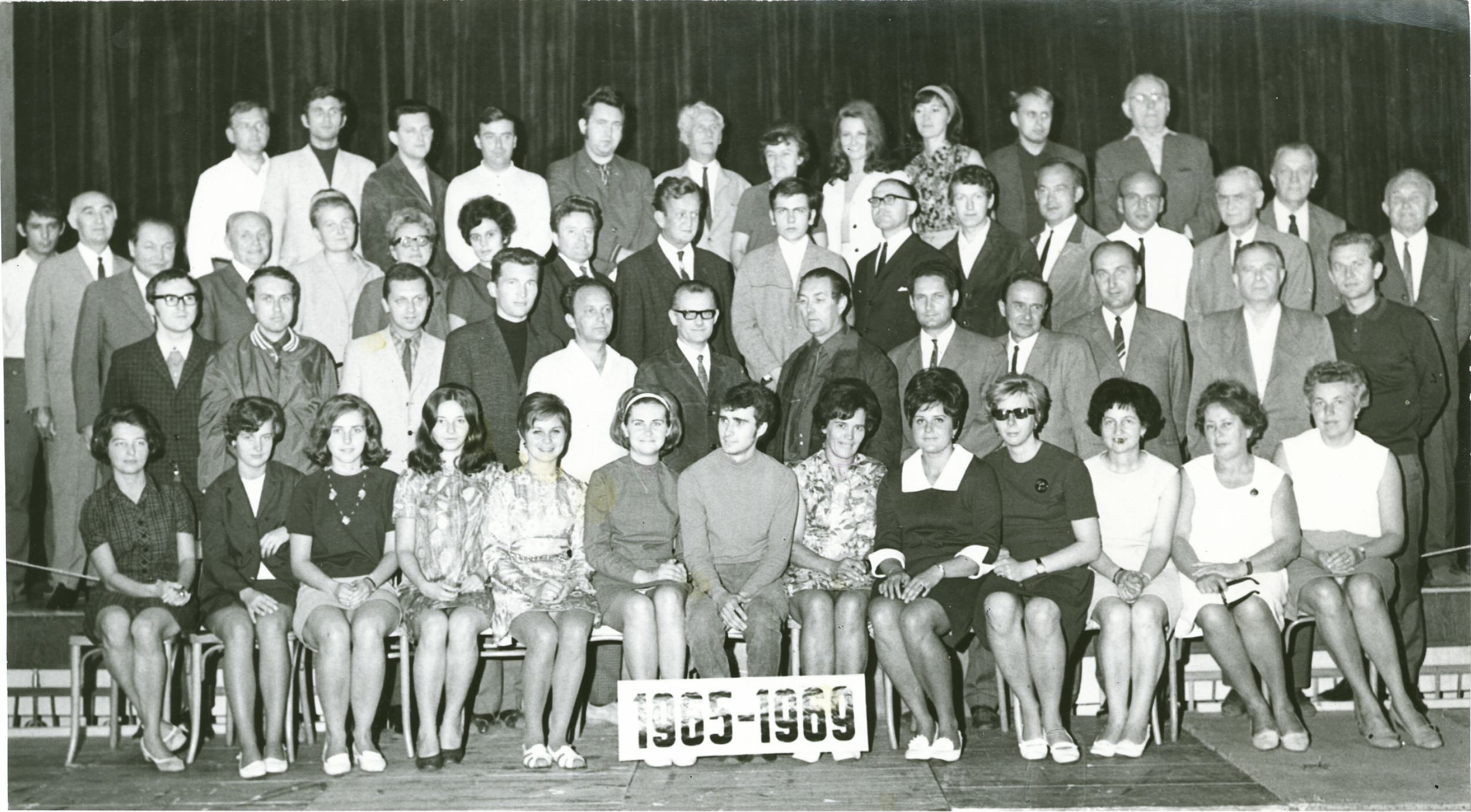
Oborové výpočtové středisko a vedení ÚVMV - skupinová fotografie při 4 výročí založení OVS v závodní jídelně Pragovky
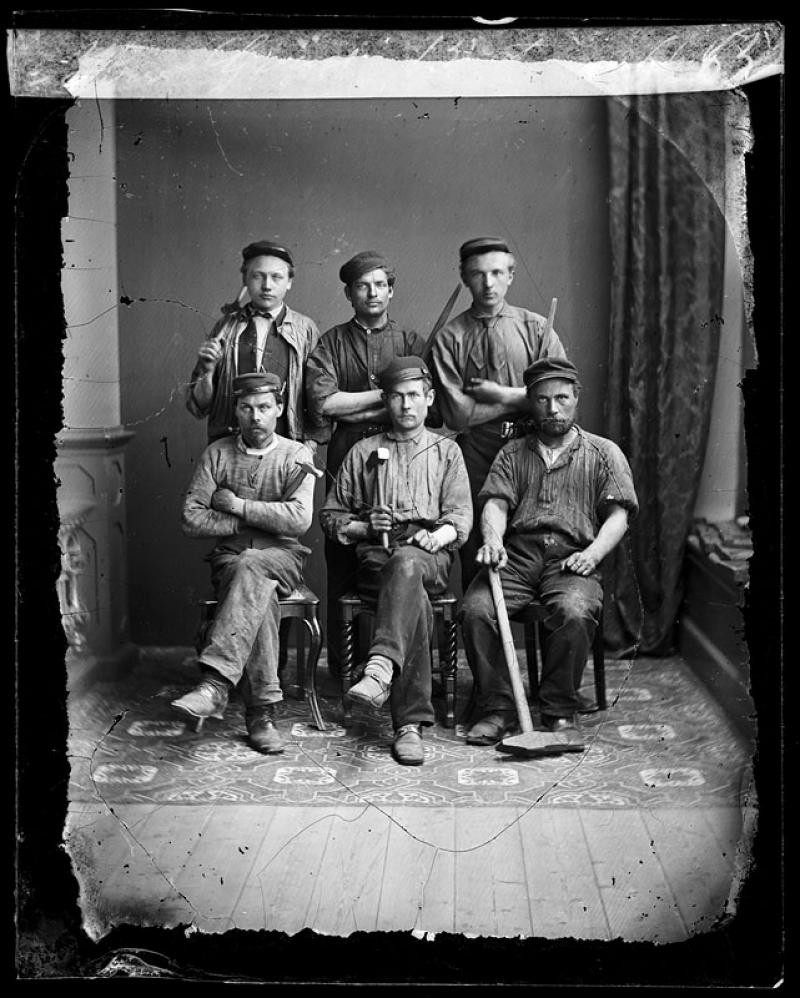
Wilhelm Lundberg: Skupinový studiový portrét mužů s kladivy, Stockholm, 1865-1875
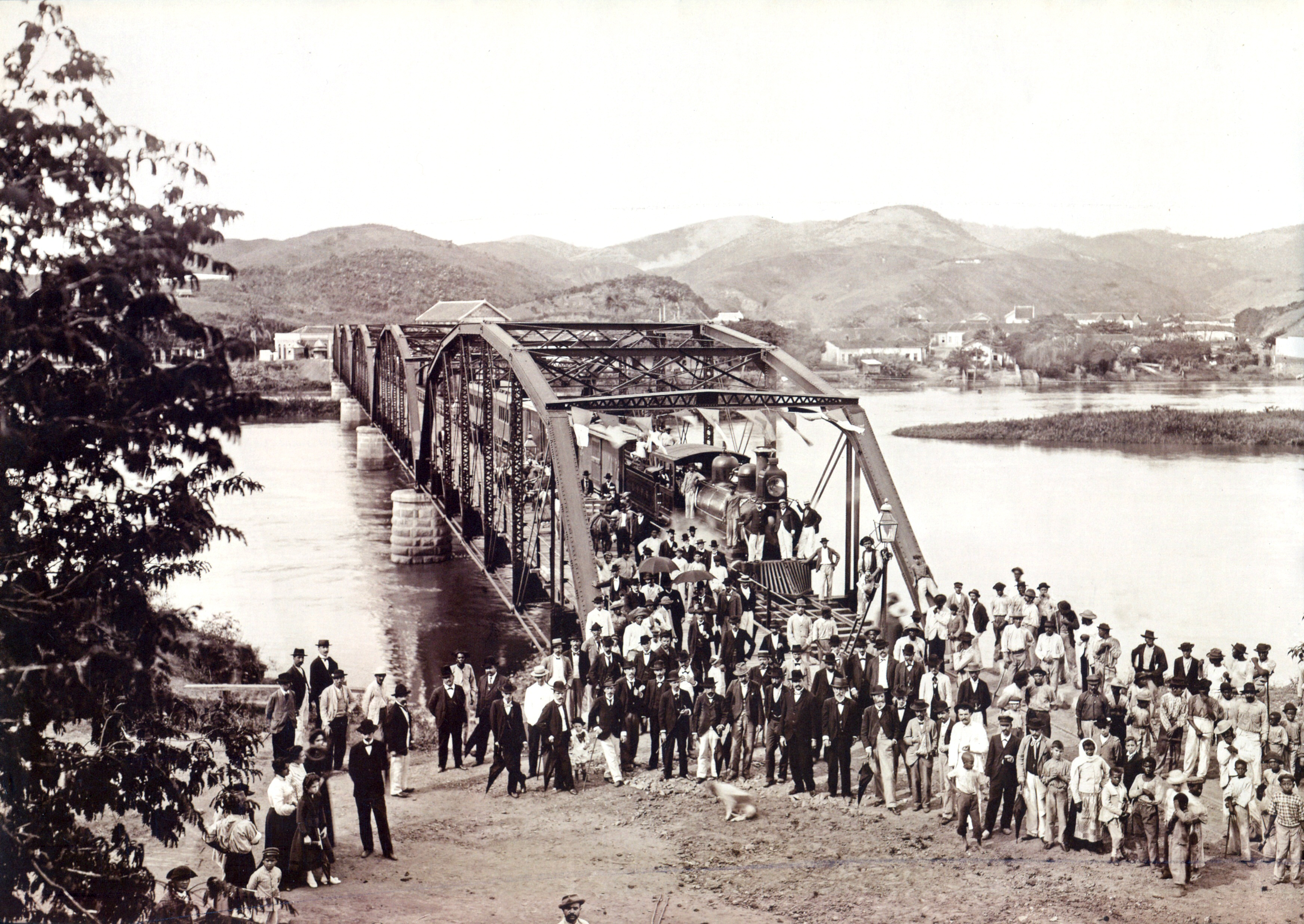
Marc Ferrez: Slavnostní otevření železničního mostu přes řeku Paraíba, Rio de Janeiro, Brazílie, asi 1888
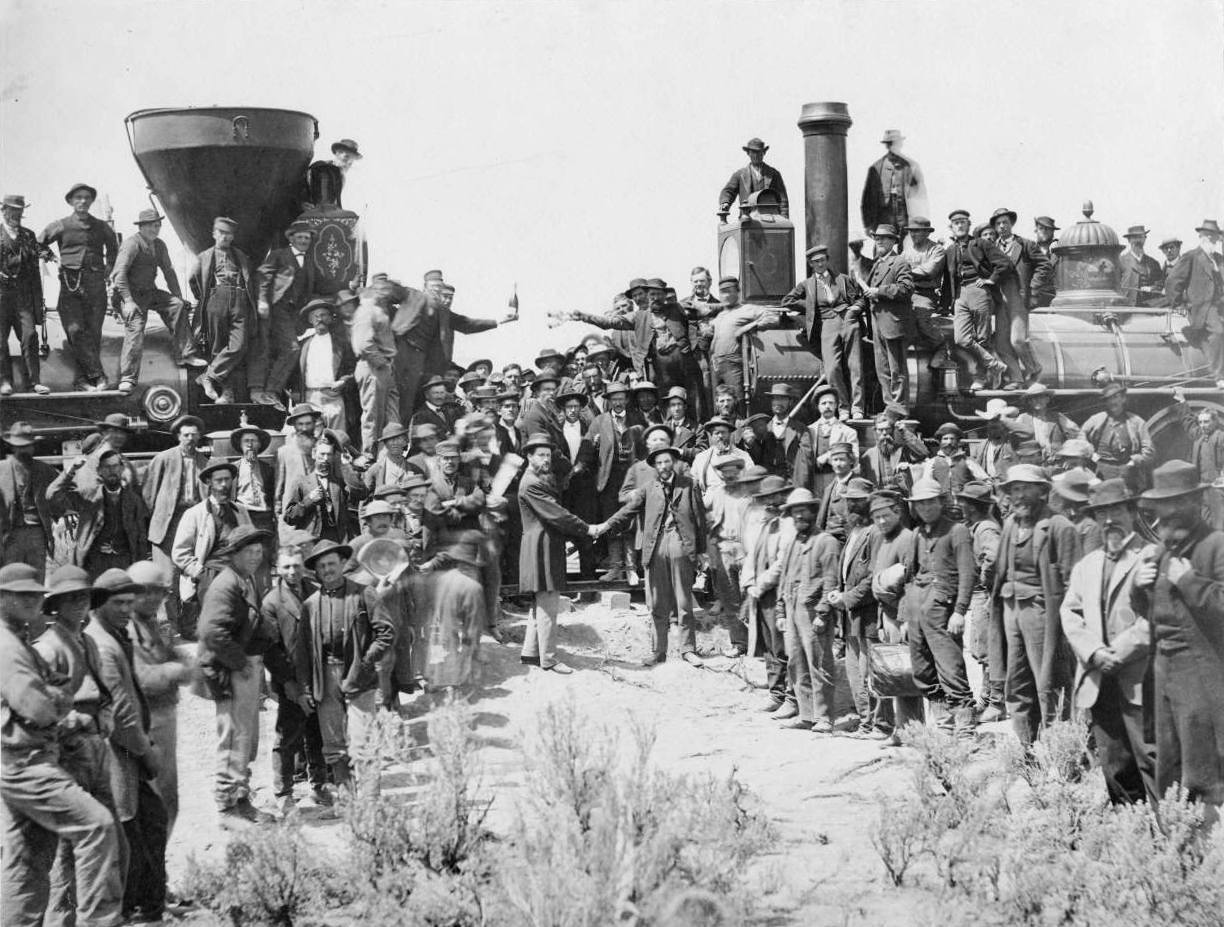
Andrew Joseph Russell: Oslava spojení dvou kolejí v Promontory Summit v Utahu 10. května 1869, tzv. Golden Spike
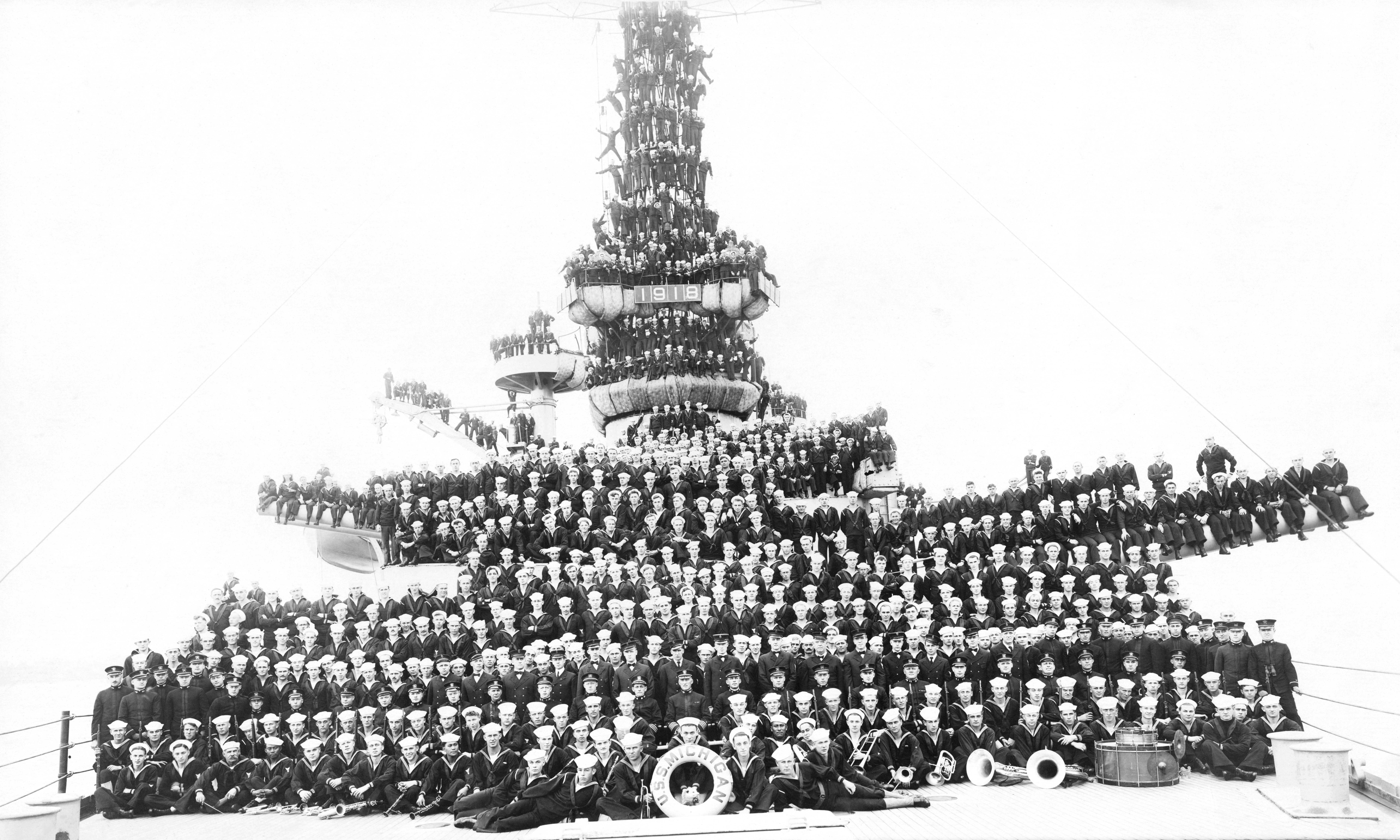
Skupina na lodi USS Michigan (Battleship 27)
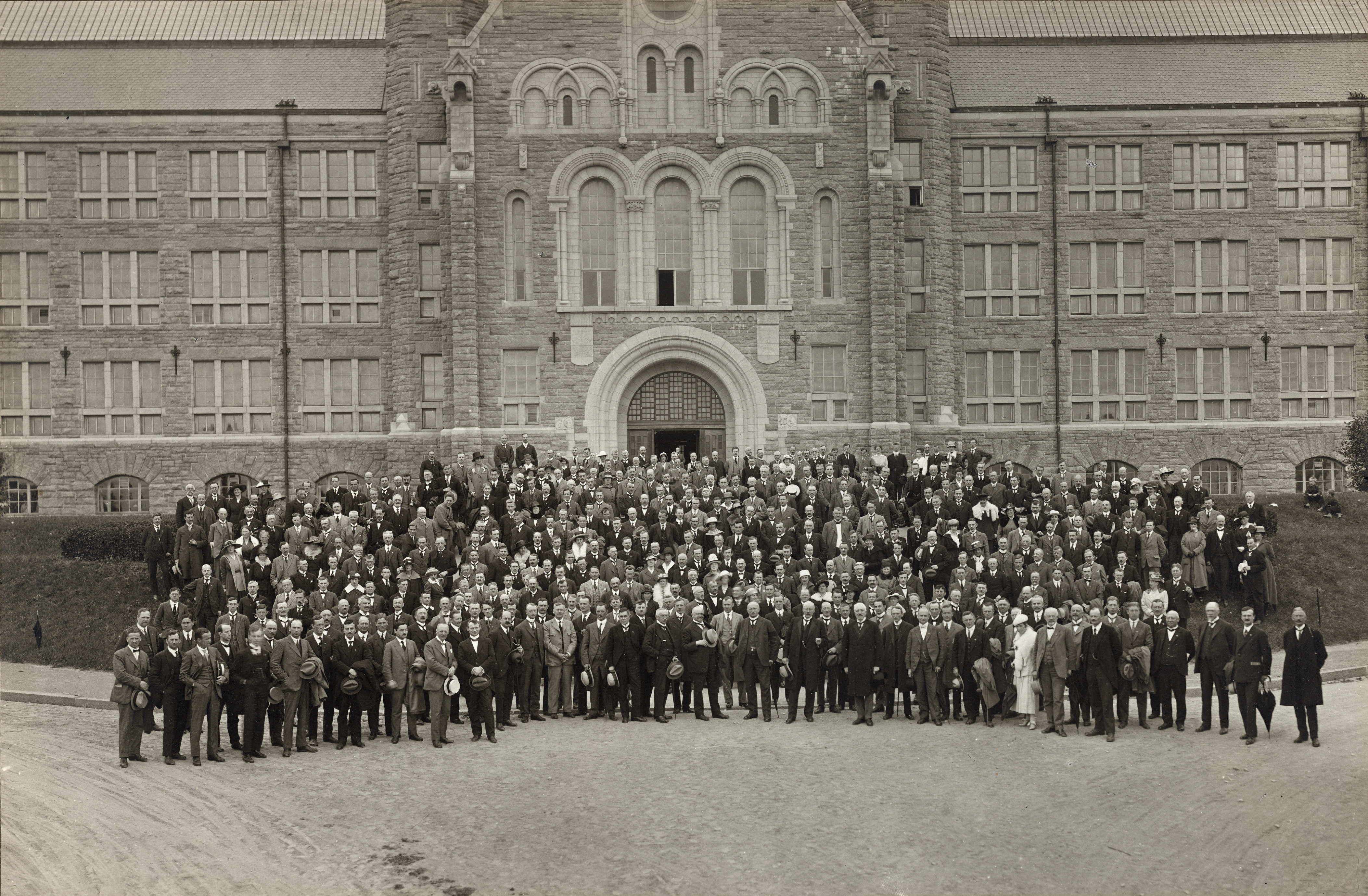
Frederik Hilfling-Rasmussen: Norges Tekniske Høgskole, asi 1912
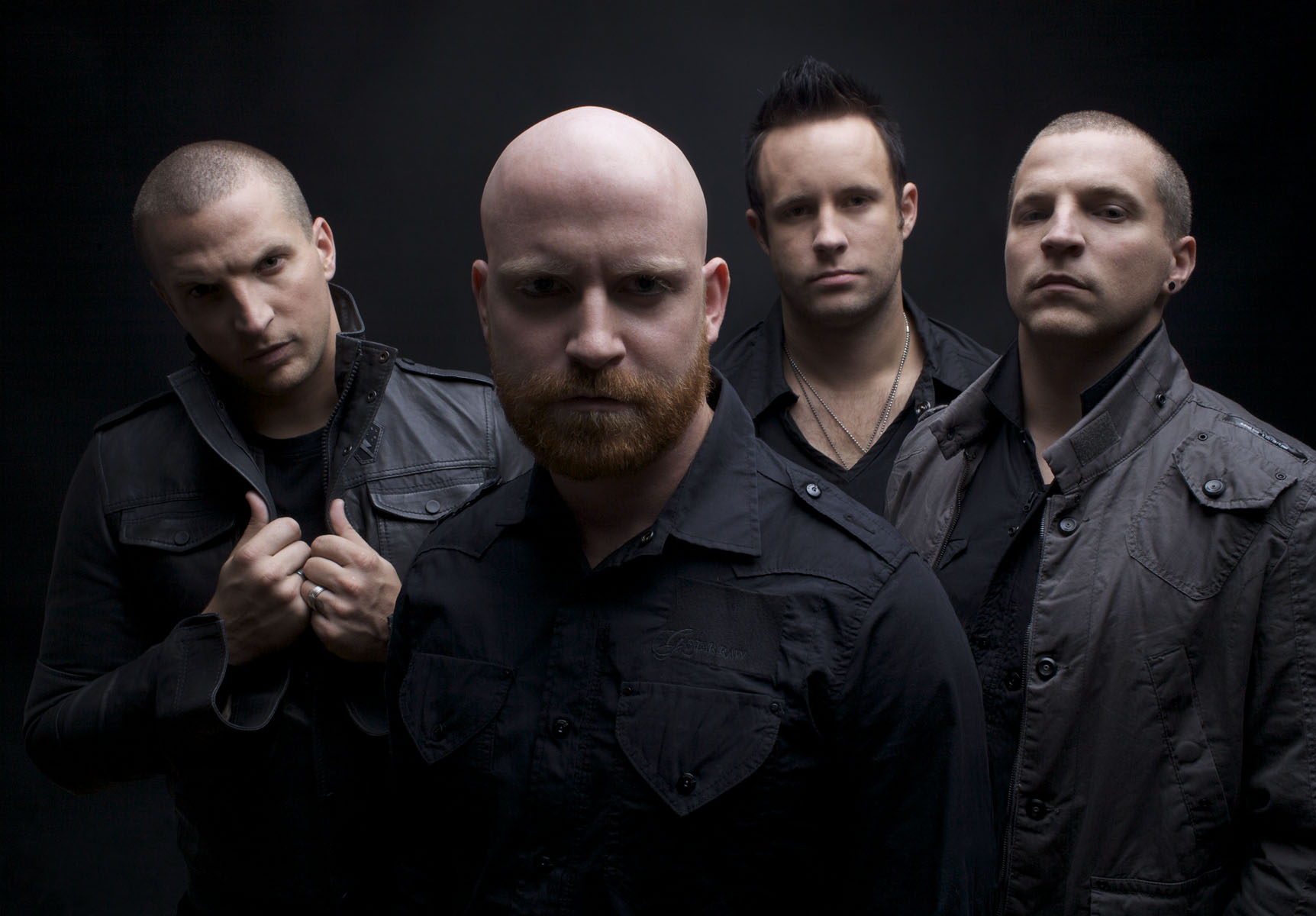
Profesionální skupinový portrét kapely
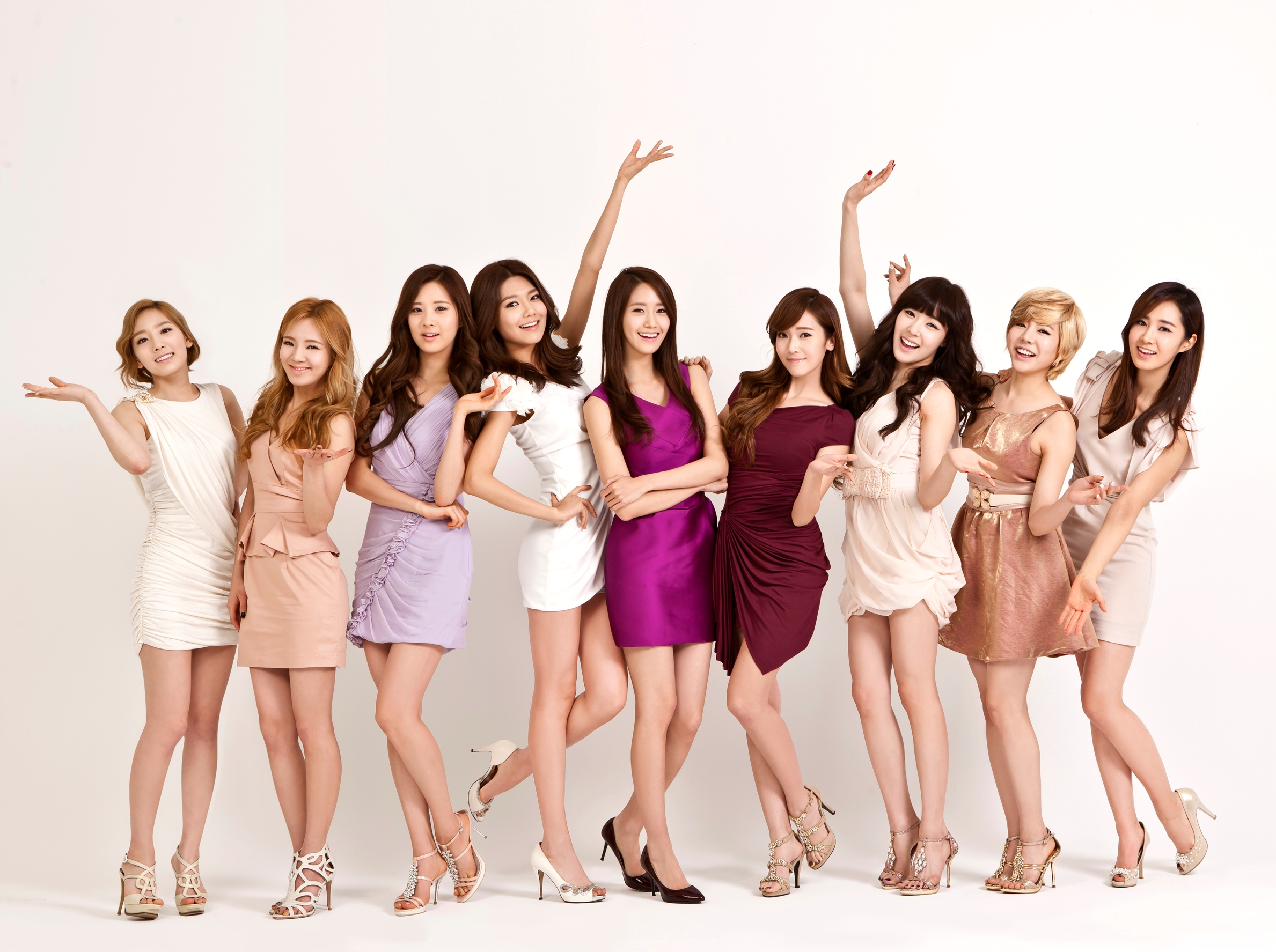
Profesionální skupinový portrét jihokorejské popové skupiny SoShi (SNSD) pózující pro LG Cinema 3D TV